# Guillemette Andreu-Lanoë
Pour les articles homonymes, voir Andreu.
Guillemette Andreu-Lanoë, née le 3 août 1948 à Paris, est une philologue française spécialisée en égyptologie, ancien membre de l'IFAO du Caire, conservateur général, directrice du département des Antiquités égyptiennes du Musée du Louvre entre mai 2007 et mars 2014.

## Biographie
Après des études d'histoire, Guillemette Andreu-Lanoë s'est spécialisée en égyptologie (hiéroglyphes, hiératique, copte) et fait une thèse de IIIe cycle sur la « police dans l'Égypte ancienne » à l'université Paris-Sorbonne (1978), sous la direction du professeur Jean Leclant. À la suite de ses travaux universitaires, elle est nommée membre scientifique de l'Institut français d'archéologie orientale du Caire de 1978 à 1982.
Là, pendant quatre ans, elle participe aux chantiers de fouilles de cet institut, dans la vallée du Nil (chantier épigraphique à Deir el-Médineh), dans les oasis du désert Libyque (Balât et Douch) et sur un site monastique chrétien dans le delta du Nil (les Kellia). Parallèlement, elle poursuit des recherches sur l'Égypte pharaonique dont elle étudie plus particulièrement les sources profanes, civiles et administratives susceptibles de reconstituer la vie quotidienne des égyptiens à l'époque pharaonique.
Deir el-Médineh fut tôt et est resté son sujet d'étude favori, lui permettant de confronter les sources textuelles et le mobilier qui fut découvert sur ce site.
Vacataire au département égyptien du Louvre en 1982, elle y revient comme ingénieur d'étude en 1991 après un passage à la DRAC d'Île-de-France puis à la Direction du livre et de la lecture.
Elle enseigne à l'École du Louvre de 1983 à 1997 l'histoire et l'archéologie de l'Égypte ancienne, ainsi que l'écriture hiéroglyphique.
En 1997, elle est nommée conservateur des musées nationaux, et est affectée au Musée national du Moyen Âge-Thermes de Cluny (Paris).
En 1998, elle est commissaire de l'exposition « Égyptologie, le rêve et la science », Paris, Espace Electra, dans le cadre de l'année France-Égypte et rédige le catalogue de cette exposition. Ses collaborations à des documentaires audiovisuels sont nombreuses. Elle est en particulier conseiller scientifique de la série Les Aventuriers de l'Égypte ancienne pour France 5 au moment de l'année France-Égypte (1998), ainsi que sur le long-métrage Astérix et Obélix : Mission Cléopâtre (2002).
Revenue au Louvre comme conservateur en 2001, elle est commissaire de l'exposition « Les artistes de Pharaon. Deir el-Médineh et la vallée des rois » qui a eu lieu au Louvre du 15 avril au 5 août 2002, aux Musées royaux d'art et d'Histoire du Cinquantenaire de Bruxelles (Musées royaux d'Art et d'Histoire de Bruxelles (MRAH) de septembre à janvier 2003, puis à Turin, de février à mai 2003. Le succès de cette exposition (450 000 visiteurs à Paris) a été exceptionnel.
En 2005, elle a été commissaire d'une exposition égyptienne au Japon (Nagoya, Fukuoka, Tokyo) consacrée à « l'homme égyptien », qui a attiré un public japonais très nombreux.
En mai 2007, elle est nommée directrice du département des antiquités égyptiennes du Musée du Louvre, poste qu'elle occupe jusqu'en mars 2014.
En 2009, Guillemette  Andreu est commissaire général d'une exposition transversale, concernant sept départements du Musée du Louvre sur « L'enfant dans les collections du Louvre », qui s'est tenue au Japon à Tokyo et Osaka et a attiré 500 000 visiteurs.
Elle est commissaire générale de l'exposition « Méroé », présentée au Louvre de mars à septembre 2010 et commissaire de l'exposition « L'art du contour - le dessin dans l'Égypte ancienne » en 2013 au Louvre puis aux Musées royaux d'Art et d'Histoire de Bruxelles (2013-2014).
En 2014-2015, elle assure avec Fleur Morfoisse le commissariat d'une grande exposition consacrée à « Sésostris III, pharaon de légende », au Palais des Beaux-Arts de Lille. 
En 2022, elle est commissaire avec Vanessa Desclaux et Hélène Virenque d'une grande exposition intitulée « L'aventure Champollion. Dans le secret des hiéroglyphes », Bibliothèque nationale de France, Paris, 12 avril-24 juillet, puis commissaire associée aux côtés de Frédéric Mougenot de l'exposition « Pharaons Superstars » qui a lieu au Musée des Civilisations de l'Europe et de la Méditerranée (Mucem) à Marseille du 21 juin au17 octobre 2022. Ces deux expositions s'inscrivent dans la commémoration du déchiffrement des hiéroglyphes par Jean-François Champollion (1822). 
Elle a participé aux fouilles du Musée du Louvre sur le site de Saqqarah de 1993 à 2001. De 2003 à 2005 elle a dirigé le chantier archéologique de Deir el-Médineh dans le cadre d'une convention Louvre-IFAO, où elle a repris la fouille d'un secteur délaissé depuis 1951). Elle reprend à partir de 2008 la direction du chantier archéologique du Louvre à Saqqarah, où les fouilles des puits funéraires sont interrompues, privilégiant une archéologie non intrusive des enterrements, et une analyse stratigraphique des niveaux coptes et Basse Époque.
Elle a enseigné à l'École du Louvre de 1982 à 1998 l'archéologie égyptienne et l'épigraphie égyptienne. 
Guillemette Andreu-Lanoë a été présidente du conseil scientifique et membre du conseil d'administration de l'IFAO, membre du conseil scientifique et du comité mixte franco-égyptien du centre franco-égyptien d'étude des temples de Karnak, membre de la commission des fouilles au ministère des Affaires étrangères et européennes (2009-2018) , membre du comité scientifique du Musée égyptologique de Turin (2008-2014) et est chercheur associé à l'UMR 8167 « Orient et Méditerranée, mondes pharaoniques » (CNRS). Elle est vice-présidente de la Société française d'égyptologie (2022).

## Publications
Outre ses publications dans des revues à caractère scientifiques, Guillemette Andreu écrit des ouvrages destinés au grand public (L'Atlas historique, dirigé par P. Vidal-Naquet, Hachette) et a publié, au printemps 1992 Images de la vie quotidienne en Égypte au temps des pharaons (Hachette) et, en 1994, L'Égypte au temps des pyramides (coll. Vie quotidienne, Hachette, réédition mise à jour et augmentée, avril 1999), traduit en anglais par David Lorton (1999), puis en grec (2000), en chinois (2005), en portugais (2006) et en coréen (2011). En 1997, sont parus trois nouveaux ouvrages : l'un, en collaboration avec Christiane Ziegler et Marie-Hélène Rutschowscaya s'intitule L'Égypte ancienne au Louvre (Hachette Littératures), également en anglais Ancient Egypt at Louvre, (1997) ; le second est une monographie illustrée sur La statuette d'Ahmès-Néfertary (provenant de Deir el-Médineh, Louvre, coll. SOLO) ; le troisième, dans la collection Pluriel de chez Hachette, s'intitule Les Égyptiens au temps des Pharaons. En 1999, elle publie l'Abcdaire de l'Égypte ancienne (traduit en coréen, italien et portugais) en collaboration avec Claude Traunecker et Patricia Rigault.
Elle est auteure du Guide de Deir el-Médina (IFAO, 2022), écrit en collaboration avec Dominique Valbelle. 
Elle dirige et rédige une partie importante des catalogues des expositions dont elle assure le commissariat : « Les artistes de Pharaon. Deir el-Médineh et la vallée des rois », Louvre-RMN, 2002, Bruxelles, ed. Brepols, 2002, Turin, 2003 ; « L'homme égyptien », 2005, au Japon (Nagoya, Fukuoka, Tokyo) ; « L'enfant dans les collections du Louvre », Tokyo, Osaka, 2009, Méroé (Louvre, 2010).
Objets d'Égypte, qu'elle a dirigé et écrit avec la collaboration de collègues du département des Antiquités égyptiennes du Musée du Louvre, est un parcours archéologique qui raconte comment les objets du Louvre, issus des fouilles archéologiques françaises en Égypte, sont venus des rives du Nil aux bords de Seine (Louvre/Le Passage, 2009).
L'Inventaire de l'Égypte, ouvrage qu'elle a dirigé et coécrit avec cinquante-quatre spécialistes de l'Égypte, des temps prédynastiques à nos jours, est sorti en 2010 aux éd. Universalis.
En 2013, elle est l'éditrice coordinatrice et partiellement la rédactrice du catalogue de l'exposition « L'art du contour - le dessin dans l'Égypte ancienne » (Louvre et Bruxelles).
En 2014, elle est, avec Fleur Morfoisse, l'éditrice coordinatrice et partiellement la rédactrice du catalogue Sésostris III, pharaon de légende (Lille, éd. Snoeck).
En 2022 elle est, avec Vanessa Desclaux et Hélène Virenque, directrice et partiellement rédactrice du catalogue de l'exposition « L'aventure Champollion, dans le secret des hiéroglyphes », Paris, BnF. Puis, avec Frédéric Mougenot, l'éditrice coordinatrice et partiellement la rédactrice du catalogue de l'exposition « Pharaons Superstars », Mucem, Marseille, Éditions Actes Sud. 

## Décorations
- Chevalière de la Légion d'honneur (2006)
- Chevalière de l'ordre des Arts et des Lettres (2006)
- Officière de l'ordre national du Mérite (2014)